# Торре-Алакіме
Торре-Алакіме (ісп. Torre Alháquime) — муніципалітет в Іспанії, у складі автономної спільноти Андалусія, у провінції Кадіс. Населення — 833 особи (2010).
Муніципалітет розташований на відстані близько 410 км на південь від Мадрида, 100 км на північний схід від Кадіса.

## Демографія
Динаміка населення (INE ):

## Галерея зображень

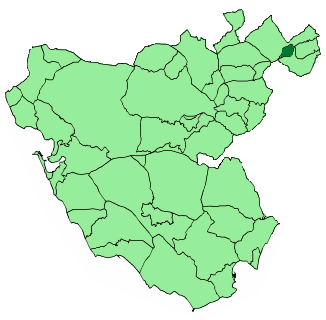
Розташування муніципалітету у провінції Кадіс
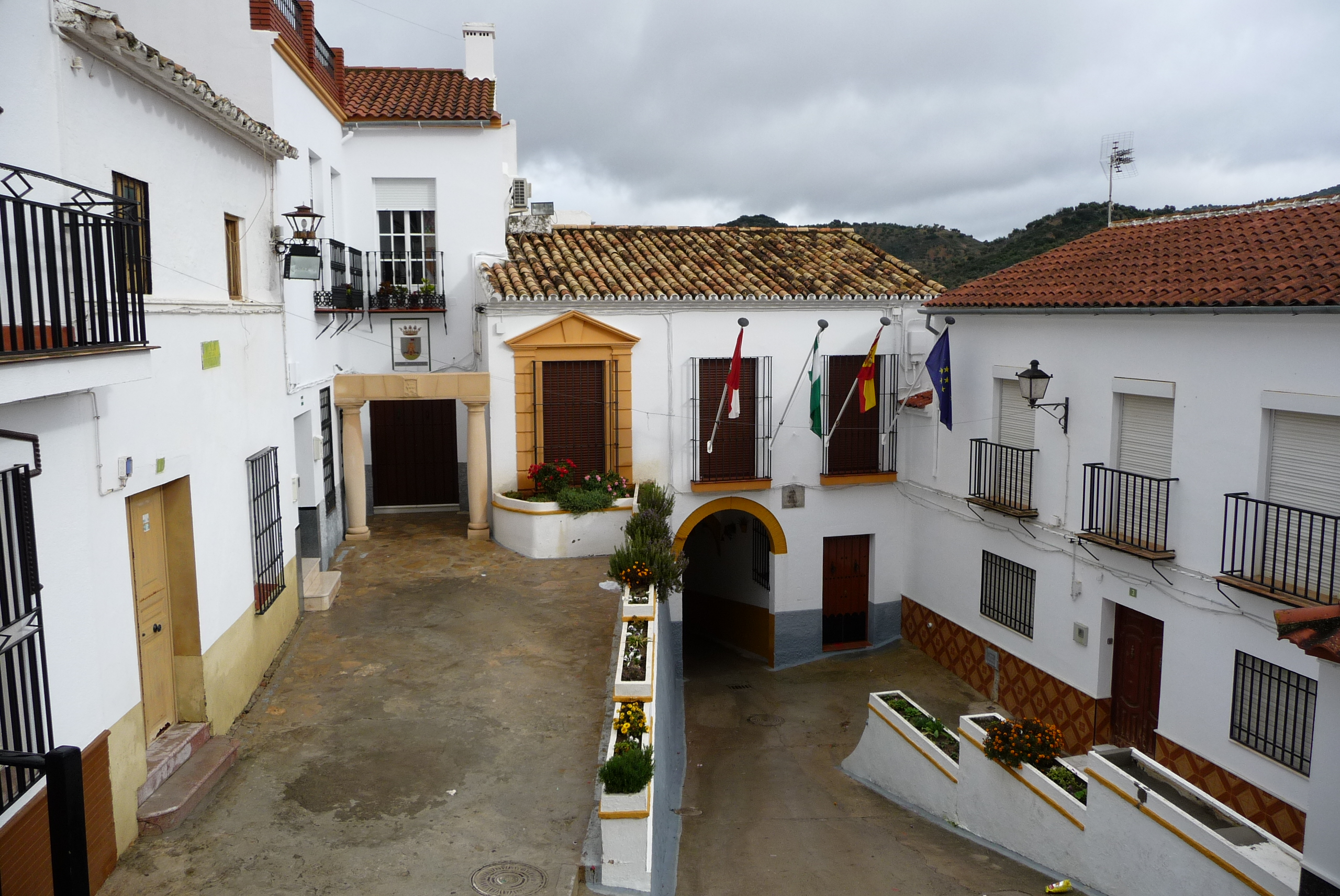
Муніципальна рада